# Saaresjärvi (sjö i Kuhmois, Isojärvi)
Saaresjärvi är en sjö i kommunen Kuhmois i landskapet Mellersta Finland i Finland. Sjön ligger 123,9 meter över havet. Arean är 67 hektar och strandlinjen är 11,38 kilometer lång. Sjön  ingår i Kumo älvs huvudavrinningsområde.   Den ligger omkring 74 kilometer sydväst om Jyväskylä och omkring 170 kilometer norr om Helsingfors. 
Saaresjärvi ligger sydväst om Kurkijärvi och nordöst om Pitkäjärvi. 